# Villa Rustica (Buchs)

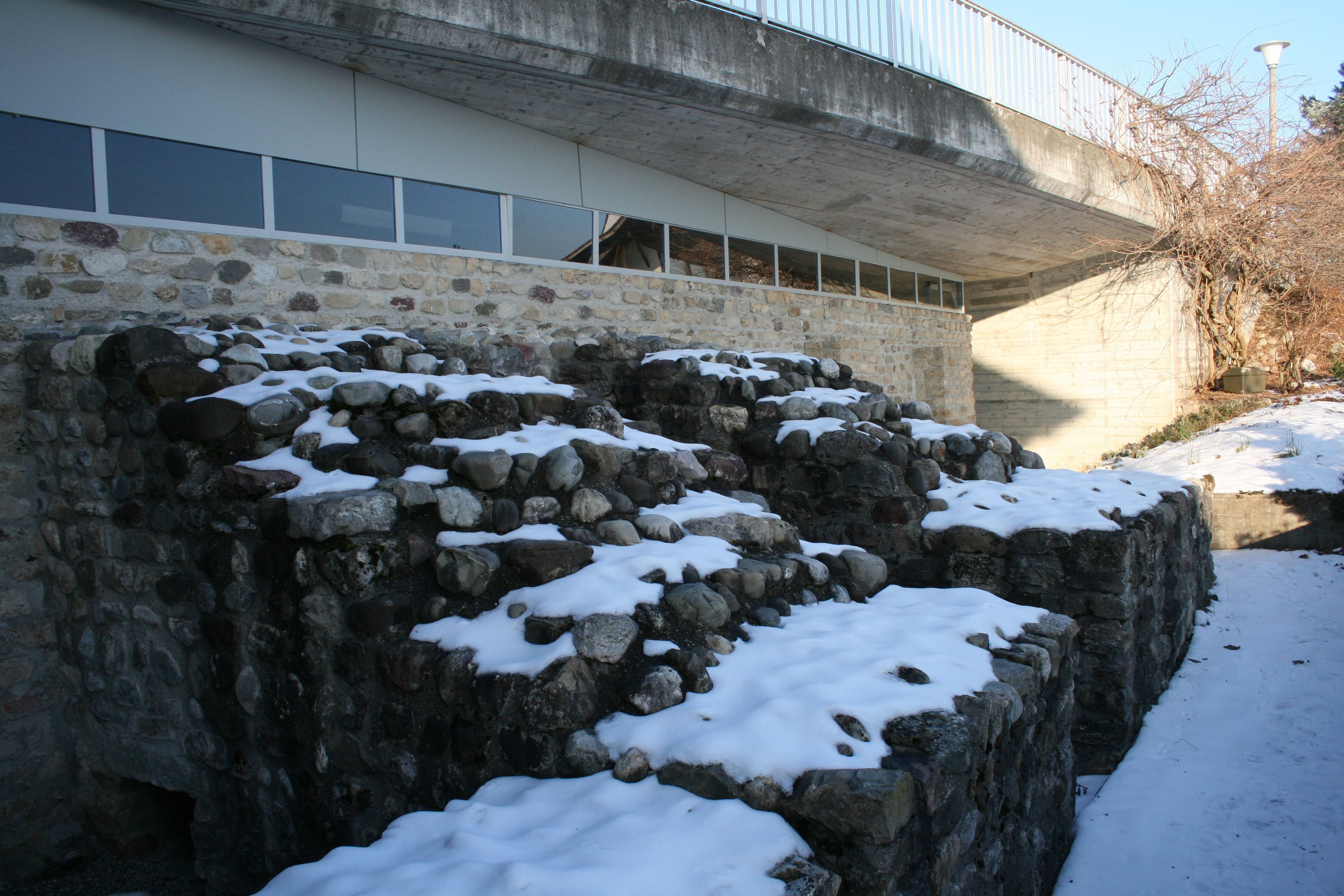
Die Kryptoportikus der Villa

Bei der Villa Rustica von Buchs handelt es sich um die Reste eines römischen Gutshofes bei der Ortschaft Buchs im Kanton Zürich in der Schweiz.
Römische Überreste sind hier schon seit langer Zeit gefunden worden. 1759 wurde das Herrenhaus der Villenanlage ausgegraben, nachdem ein Mosaik gefunden worden war. In der ersten Hälfte des 19. Jahrhunderts gab es weitere Grabungen. 1958 wurde ein Nebengebäude entdeckt. Nach Strassenbauarbeiten gab es 1972 sowie von 1977 bis 1983 weitere Ausgrabungen.
Die Villa liegt auf dem Mühleberg, der das heutige Dorf überragt. Die ganze Villenanlage nahm eine Fläche von etwa 140 × 380 Meter ein und war ummauert. Am oberen Ende der Anlage stand entweder ein Tempel oder ein Mausoleum, wovon Reste im 19. Jahrhundert gefunden wurden. Das zentrale Herrenhaus ist etwa 55 × 29 Meter gross. Es konnten mehrere Bauphasen festgestellt werden. An der Frontseite befindet sich eine Kryptoportikus, an deren Wand sich noch umfangreiche Reste von Wandmalereien fanden, die auch vor Ort konserviert wurden. Im Westteil der Villa gab es einen Badetrakt. Dessen Räume waren zum Teil mit Hypokausten und Mosaiken ausgestattet. Die Mosaiken sind heute nur noch aus alten Kupferstichen bekannt. Um das Herrenhaus standen verschiedene Wirtschaftsgebäude sowie ein weiteres Badehaus.
Die Villa war einst reich ausgestattet. Diverse Räume waren mit Juramarmor verkleidet. Münzfunde deuten darauf hin, dass die Villa um 30 n. Chr. gegründet wurde und bis etwa 390 n. Chr. in Betrieb war.
Bei Rettungsgrabungen 1995–1996 wurde neben Gräben und Kanälen ein hölzernes Wasserbecken im Ausmass 4 × 11 m mit Rampe und mit Brettern verschalten und von Pfosten gestützten Seitenwänden freigelegt. Das Bassin muss zu einem gewerblichen Betrieb gehört haben. Graben- und Kanalsysteme zeigen, wie versucht wurde, den nassen Hang zu entwässern, um den Standort stabil und das Land nutzbar zu machen. Nachgewiesen sind Abflussrinnen mit Wangensteinen und Deckplatten, mit Hohlziegeln gedeckte oder mit Steinen verfüllte Gräben und auch Holzkonstruktionen. Dendrochronologische Analysen wiesen auf Entwässerungssysteme kurz nach 20 n. Chr. hin. In einer letzten Etappe kamen Reste eines bisher unbekannten Gebäudes der Villa Rustica zum Vorschein: ein 19,6 × 13,6 m grosses, einräumiges Gebäude mit zwei südlichen Anbauten von 6,8 × 6,6 m. Bemerkenswert sind daran zahlreiche reliefverzierte Steinplattenfragmente aus Muschelkalk, eine wertvolle Ergänzung des umfangreichen bisherigen Bestands. 2008 wurden bei Raumsondierungen im Ostteil des Areals Ziegelrest freigelegt. Als die Kantonsarchäologie 2009 der Sache auf den Grund ging, kamen in der Antike bei Erdrutschen entstandene Gräben zutage, die mit römischem Bauschutt aufgefüllt und mit Eichenpfählen befestigt worden waren. Die Zusammensetzung lässt den Schluss zu, dass der Bauschutt aus einem Umbau der Villa Rustica stammt: Architekturteile wie Kapitell- und Pilasterfragmente, Wandverkleidungen und behauene Kalksteinstücke, Pfeilerplatten, Friesfragmente und Zierleisten. Daneben Hypokaustteile, Tubuli und Terrazzomörtel. Abstrakte und stilisierte Ornamente der behauenen Friese, Wand- und Pfeilerplatten lassen auf den ursprünglich keltischen und für den in den Nordwestprovinzen typischen Formenschatz einheimischer Bildhauer schliessen, während römisch-griechische Relieftechnik in den Ornamenten des Steinschmuckes ein zweites antikes Steinhaueratelier vermuten lässt.
An der Westfront wurde ein weiterer Strebepfeiler nachgewiesen.